# Zaza Turmanidze
Zaza Turmanidze (gruz. ზაზა თურმანიძე; ur. 1 kwietnia 1965) – radziecki i od 1993 roku gruziński zapaśnik walczący w stylu wolnym. Olimpijczyk z Atlanty 1996, gdzie zajął dziesiąte miejsce w kategorii 130 kg.
Czwarty na mistrzostwach świata w 1993 i 1995. Mistrz Europy w 1987; siódmy w 1996. Drugi w Pucharze Świata w 1989 i 1991 roku.